# Praunheimer Landstraße
Praunheimer Landstraße ist der Name einer Verbindungsstraße in den Frankfurter Stadtteilen Praunheim und Hausen. Die offizielle Straßenbezeichnung ist K814.

## Verlauf
Die Praunheimer Landstraße beginnt in Hausen unterhalb der A66  und endet am Fluss Nidda an der Praunheimer Brücke. In Verlängerung der Praunheimer Landstraße die führt diese durch den Ortskern von Praunheim.

## Geschichte der Straße

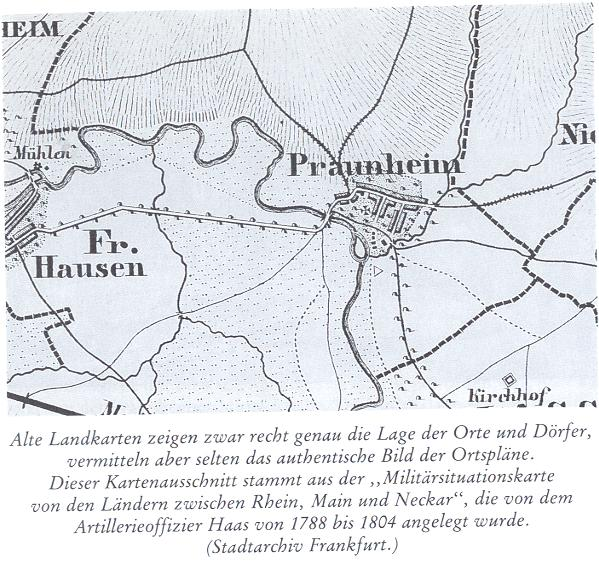
Praunheim um 1788

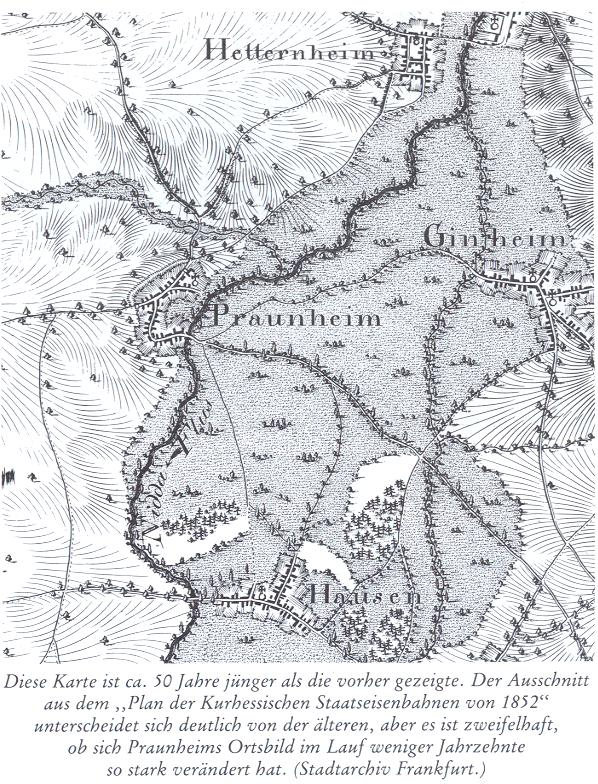
Praunheim um 1850

Die heutige Praunheimer Landstraße wurde wahrscheinlich schon im Mittelalter angelegt, da die Herren von Praunheim Reichschultheiße der Reichsstadt Frankfurt am Main waren. Belegt ist, dass im Jahr 1827 die Straße als Chaussee ausgebaut wurde. Bis zum Umbau der Straße für die Bundesgartenschau 1989 wurde ein bis dato noch sichtbarer Wall zum Hochwasserschutz entfernt. Ebenso wurde die Straße begradigt und die Straßenbahnlinie bis nach Hausen zurückgebaut und dafür die Buslinie verlängert. In diesem Zuge wurde von außen nach innen ein geteilter Fußweg mit Radweg angelegt. Anschließend kommt ein Grünstreifen mit Parkbuchten und schließlich die Fahrbahn.

## Geschwindigkeit und Überwege
Über die komplette Länge der Straße gelten 50 km/h, die Überwege sind alle mit Ampeln ausgestattet.

## Öffentlicher Nahverkehr

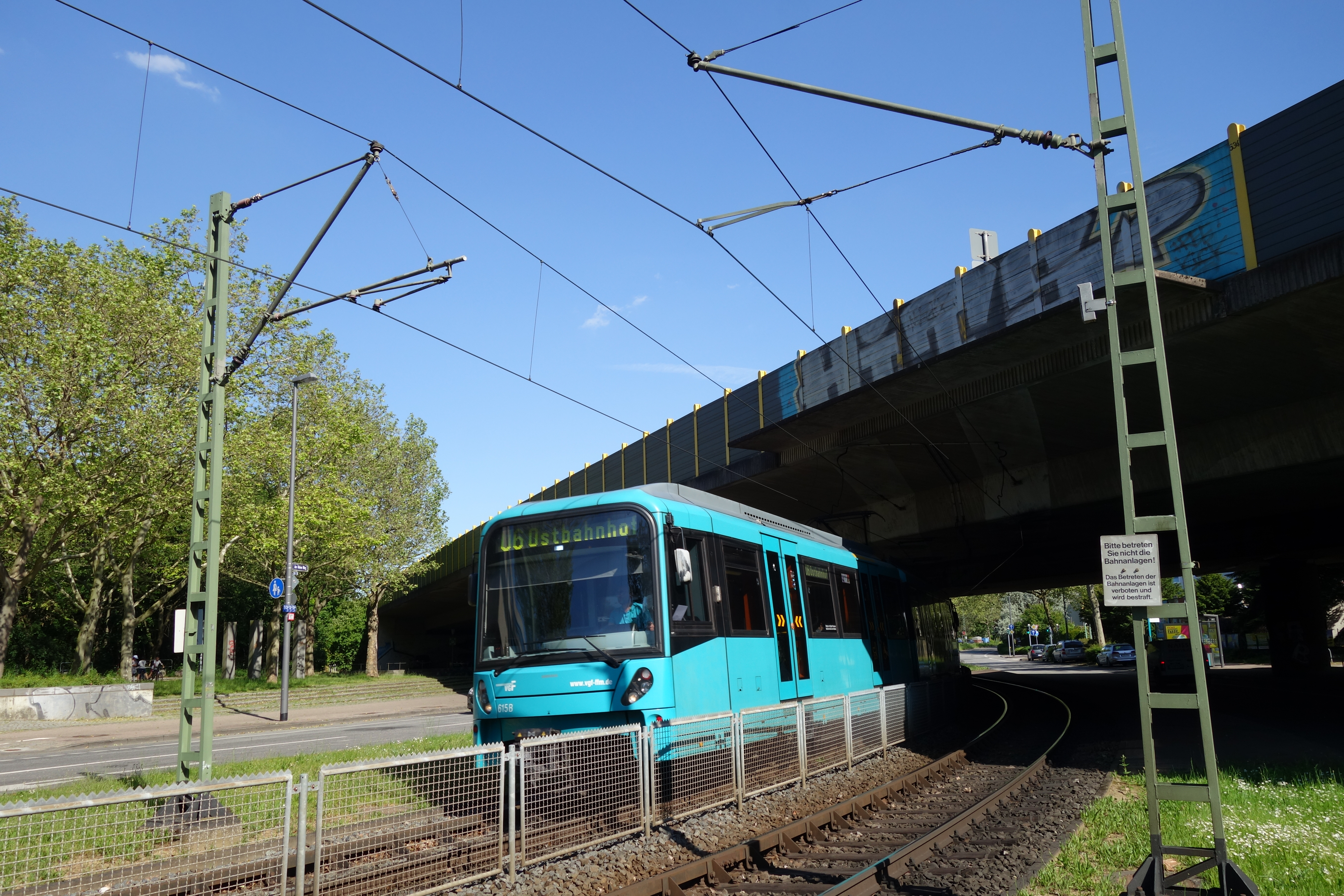
U-Bahn der Linie U6 durchfährt die Unterführung der A 66 kurz vor der Endstation Hausen.

### Ehemaliger Nahverkehr
Die Praunheimer Landstraße war schon immer ein wichtiger Verkehrsweg. Die Linie 18 der Straßenbahn Frankfurt am Main fuhr seit 1913 (als Nachfolgerin des schon vor 1872 in Betrieb genommenen, privat betriebenen Pferdeomnibusses) vom Schönhof kommend bis zur Praunheimer Brücke. 1928 wurde die Brücke Endpunkt der neuen Busverbindung durch die Römerstadt, die Praunheim mit dem Haltepunkt der Frankfurter Lokalbahn (später der Linien U1, U2 und U3 der U-Bahn Frankfurt) im benachbarten Heddernheim verband. Bis 1986 war die Praunheimer Brücke (auf der Hausener Seite) Endhaltestelle verschiedener Straßenbahnlinien (zuletzt wieder Linie 18). Gleichzeitig wurde der Endpunkt der damaligen Linie 67 nach Hausen bzw. zum Industriehof verlegt.
Nach Einrichtung der U-Bahn-Linie U7 wurde die zum Teil eingleisig verlaufende Straßenbahnlinie eingestellt und zwischen der jetzigen Endhaltestelle Hausen und der Praunheimer Brücke abgebaut.

### Aktueller Nahverkehr
In der Praunheimer Landstraße gibt es mehrere Haltestellen, wobei die Haltestelle Hausen der U-Bahn die Wichtigste ist, da diese als Umsteigehaltestelle dient. Es verkehren die Buslinien 72 und 73 in beide Richtungen sowie der Nachtbus N2 in Richtung Konstablerwache auf der Straßenseite mit ungeraden Hausnummern. Es halten die Linien M72, M73 und N2. Indes tauschten Ende 2018 U6 und U7 ihre westlichen Endhaltestellen, so dass auf der Praunheimer Landstraße nunmehr die Linie U6 verkehrt.

## Hausnummern und Seitenstraßen
Die Hausnummern beginnen in Hausen auf der linken Seite mit den ungeraden Hausnummern.

## Gebäude

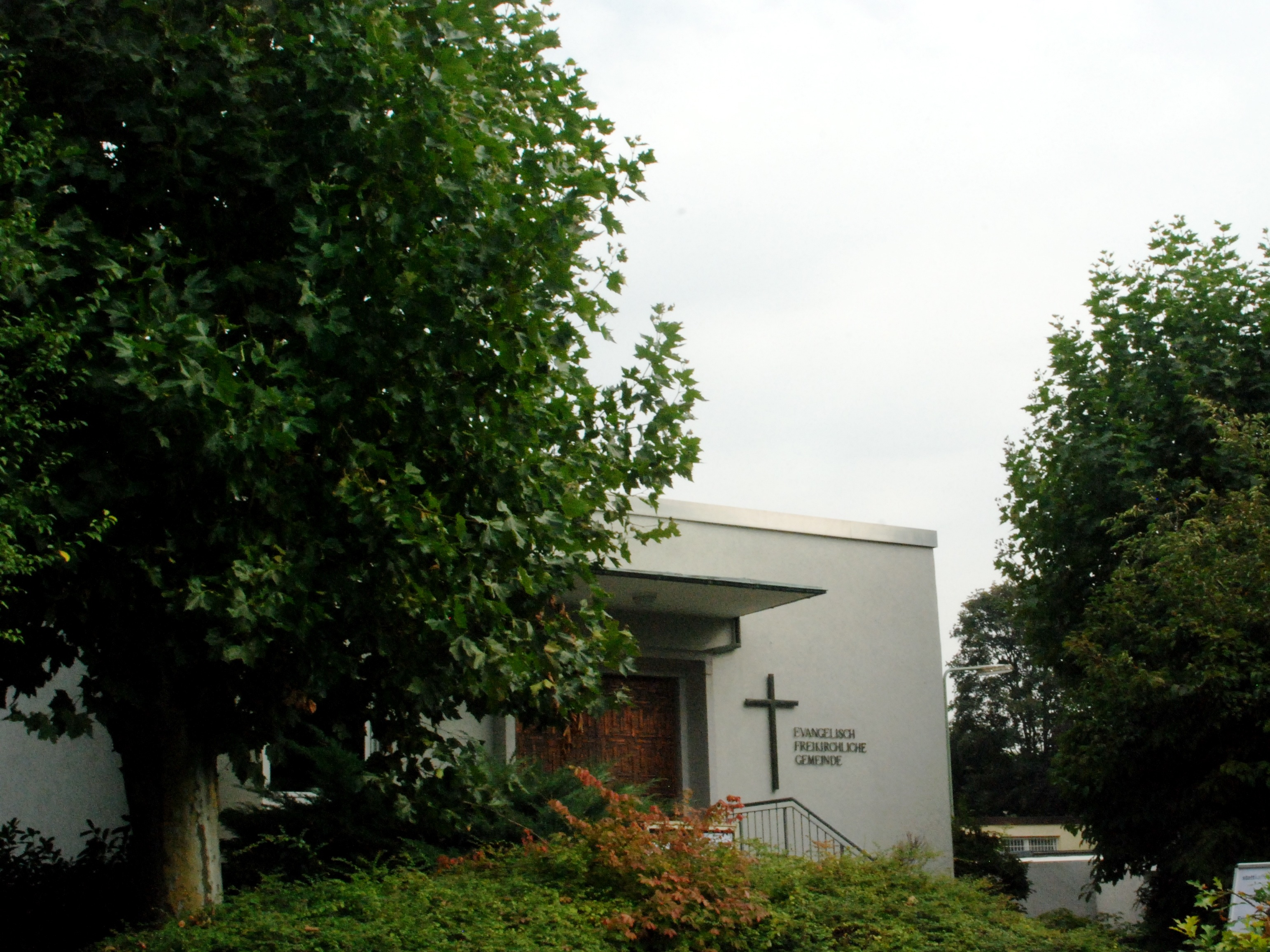
Gemeindetreffpunkt der Evangelisch-Freikirchliche Gemeinde am Niddapark

Bis auf den Anfangsbereich stehen an der Straße Einfamilienhäuser. Auch hat sich in diesem Bereich eine kleine Industrie angesammelt. Weiterhin gibt es auf dieser Straße 3 geistliche Einrichtungen (Neuapostolische Kirche Hessen, Islamische Gemeinde Frankfurt e.V. und Evang. Kirche in Hessen u. Nassau).